# توفيق شومان
توفيق شومان صحفي وباحث سياسي لبناني معروف ومقدم برامج تلفزيونية وإذاعية، عمل في العديد من الصحف والأسبوعيات والدوريات الإستراتيجية اللبنانية والعربية.

## حياته
بدأ عمله الصحافي في الثمانينيات من القرن العشرين في أسبوعية " الأفكار " ثم انتقل للعمل في أسبوعية " الوحدة الإسلامية". شغل منصب سكرتير تحرير أسبوعية "البلاد" اللبنانية المعروفة في التسعينيات ثم مدير تحرير صحيفة العهد الأسبوعية".
قدم العديد من البرامج التلفزيونية على قناة المنار، ثم انتقل إلى قناة  العالم في العام 2002 مقدما للبرامج ومديرا للبرامج السياسية، في العام 2011 انتقل إلى قناة الإتجاه العراقية مقدما للبرامج ومدير للبرامج السياسية في مكتبها في بيروت.
كتب ونشر مئات المقالات والدراسات في الصحف اللبنانية من مثل «السفير» و«النهار» والأخبار " " والمستقبل «و» الديار «، وله العديد من المقالات المنشورة في الصحف العربية من مثل» الحياة «والشرق الأوسط» والغد الأردنية " "وعكاظ«السعودية و» الوطن«الكويتية» والشاهد «الليبية» «والنور» في لندن «والشعب» و «العربي» الصادرتان في القاهرة.
عمل باحثا في شهرية " شؤون الأوسط " الإستراتيجية " الصادرة في بيروت ومديرا للتحرير لفصلية " حمورابي " الإستراتيجية الصادرة في بغداد ومديرا للتحرير لدورية "إتجاهات إستراتيجية " المعنية بالسياسات الإستراتجية. وهو محاضر في مجالات الإعلام وسياسات الشرق الأوسط في العديد من الجامعات العربية، وشارك في العديد من المؤتمرات العربية والدولية المرتبطة بشؤون الشرق الأوسط والشؤون الإيرانية والتركية.

## أعماله
أصدر وأشرف كتب عدة منها:
- الإسلاميون والإسلام المدني
- تاريخ الدولة من مصر القديمة إلى إيران الحديثة
- الثورات العربية: البنى والهياكل والمنطلقات
- مصر ـ إيران: مقاربات مستقبلية.